# Rubik's Magic
Le Rubik's Magic est un casse-tête mécanique inventé par Ernő Rubik en 1986.
Ce casse-tête se présente sous la forme de 8 tuiles réparties en 2 rangées de 4.
La spécificité de ce casse-tête est que les 8 tuiles peuvent former une chaîne. Il est aussi possible d'obtenir des positions en 3D.
Il existe également un Rubik's Master Magic composé de 12 tuiles réparties en 2 rangées de 6.

## Solution
Les méthodes de résolution sont décrites notamment par Jaap Scherphuis.